# یواس‌اس منهادن (اس‌پی-۸۴۷)
یواس‌اس منهادن (اس‌پی-۸۴۷) (به انگلیسی: USS Menhaden (SP-847)) یک کشتی بود که طول آن ۱۰۰ فوت (۳۰ متر) بود. این کشتی در سال ۱۹۰۵ ساخته شد.